# Ignát Herrmann
Ignát Herrmann (12 agost 1854, Chotěboř - 8 juliol 1935, Řevnice) fou un novel·lista, satirista i editor txec. Ocasionalment feia servir el pseudònim Vojta Machatý, Švanda.
Tretzè fill d'un escrivent d'un bufet d'advocats, va anar a l'escola a Hradec Králové, fins que el 1868 va traslladar-se a Praga per iniciar una carrera comercial. Va treballar per a diverses companyies, fins que el 1873 va entrar a l'editorial Otto-Verlag, on va acabar fent de reporter als tribunals. Des de 1876 fins 1878 va editar la revista satírica Paleček; l'any 1882 va fundar-ne una de pròpia, Švanda dudák, que va publicar gairebé sense interrupció fins 1930. Paral·lelament, va treballar en un bufet d'advocats fins que va esdevenir, el 1885, editor del Národní listy. Des de 1888 va ser president de l'agrupació d'escriptors tecs Májovci. Entre 1892 i 1984 va publicar la primera edició de les obres completes de Jan Neruda.
La seva obra literària està molt lligada a la seva tasca com a periodista, i tracta sobretot de les personalitats i la vida de Praga. La seva primera novel·la, parcialment autobiogràfica, fou U snědeného krámu (1890). El mateix any va escriure una obra teatral, Manželova přítelkyně, que no va tenir èxit. Va escriure novel·les per entregues com Páté přes deváté i Muž bez třináctky. A Národní listy va publicar la seva novel·la més exitosa, Otec Kondelík a ženich Vejvara (1898) i també la seva seqüela Tchán Kondelík a zeť Vejvara (1906), protagonitzades pel seu personatge més cèlebre, el vell intolerant "Papa Kondelík". També va escriure 387 històries curtes.
Les seves obres de ficció han estat adaptades amb freqüència per al cinema.

## Novel·les i contes
- Z chudého kalamáře (contes)
- Pražské figury
- U snědeného krámu
- Pražské figury
- Domácí štěstí
- Páté přes deváté
- Humor parnassu českého
- Historie o doktoru Faustovi
- Otec Kondelík a ženich Vejvara
- Tchán Kondelík a zeť Vejvara
- Artur a Leontýnka